# Gymnothorax vicinus
Gymnothorax vicinus är en fiskart som först beskrevs av Castelnau, 1855.  Gymnothorax vicinus ingår i släktet Gymnothorax och familjen Muraenidae. Inga underarter finns listade i Catalogue of Life.